# Barcelona Open Banc Sabadell 2014
Barcelona Open Banc Sabadell 2014 — тенісний турнір, що проходив на ґрунтових кортах у місті Барселона, Іспанія з 21 квітня. Належав до категорії ATP 500, був турніром серії Відкритий чемпіонат Барселони з тенісу 2014 року.

## Фінальна частина

### Одиночний розряд
Нісікорі Кей —  Сантьяго Хіральдо 6–2, 6–2

### Парний розряд
Єссе Гута Ґалунґ /  Стефан Робер —  Деніел Нестор /  Ненад Зімоньїч 6–3, 6–3